# 나쁜 녀석들 II
《나쁜 녀석들 II》(영어: Bad Boys II)는 2003년 개봉한 미국의 액션 코미디 영화로, 《나쁜 녀석들》(1995)의 속편이다. 전편의 마이클 베이 감독이 다시 연출을 담당하고, 기존 출연진 윌 스미스, 마틴 로런스, 테리사 랜들, 조 팬털리아노에 더해 조르디 몰랴, 개브리엘 유니언, 페테르 스토르마레가 새로 발탁되었다.
2003년 7월 18일 소니 픽처스 릴리싱이 컬럼비아 픽처스 레이블로 미국에서 영화를 개봉하였다. 평단으로부터 대체로 좋지 않은 평을 받았으나 전 세계에서 2억 7,300만 달러의 수익을 벌어들이며 극장 흥행에서 성공하여 2003년도 전체 흥행 10위에 올랐다.
속편 《나쁜 녀석들: 포에버》(2020)로 이어진다.

## 줄거리
전편에서 8년이 지난 시점. 마이크와 마커스 콤비는 마약 전술반(Tactical Narcotics Team, TNT)에 배속되어 근래 마이애미에 유통되고 있는 엑스터시의 온상을 조사하고 있다.
두 사람은 지역 쿠 클럭스 클랜(KKK) 조직을 마약 공급책이라고 믿고 습격하지만 이들은 그저 여러 마약 구매자들 중 하나에 불과했고, 두 사람이 허둥대며 KKK와 총알을 주고받는 와중에 마이크가 실수로 마커스의 엉덩이를 맞추는 사고를 낸다. 이 때문에 마커스는 마이크에게 실망하고 파트너 활동에 회의를 느낀다.
이 무렵 마이크는 마약단속국(DEA) 소속인 마커스의 여동생 시드와 연인 관계가 되어 있다. 시드는 돈세탁업자인 척 마이애미 마약 유통의 한 축인 러시안 마피아를 수사하고 있다. 이 러시안 마피아들은 쿠바 출신의 마약왕 조니 타피아의 마약을 유통 중이다.
시드는 러시안 마피아의 자금을 세탁해 운반하던 중 아이티계인 조 파운드 갱단에게 습격을 당하고, 이 과정에서 마이크와 마커스 콤비와 뒤얽힌다. 맥아더 둑길을 무대로 총격전이 벌어진 결과 상당한 부수적 피해가 발생하여 두 사람은 수사팀의 하워드 경감에게 꾸중을 듣고 만다.
실수를 만회하기 위해 두 사람은 조 파운드 갱단을 덮치고, 지역 장례식장이 타피아의 작업장임을 알아낸다. 두 사람은 정보를 더 얻어내기 위해 쥐 구제업자인 척 타피아의 저택을 방문한다. 이때 마침 타피아는 알렉세이를 불러내 접선하고 있었는데, 알렉세이의 동료를 토막 내고 그 시체를 들이밀며 위협해 알렉세이가 플로리다에 소유한 클럽 일체를 넘기는 계약에 동의하도록 강요한다. 마이크는 이 동료가 살해된 현장인 부엌에 남겨진 손가락 한 조각과 파쇄된 종이 뭉치, 감시 카메라 테이프 등을 챙겨 마커스와 달아난다.
여전히 위장 수사 중인 시드는 타피아와 일과 사적 영역 모두에서 가까운 사이가 된다. 마커스와 마이크는 관을 옮기는 타피아의 부하들 뒤를 밟다가 정체를 들키고, 쫓고 쫓기는 사이 차에서 떨어진 시체들이 도심을 나뒹구는 사태가 벌어진다. 두 사람은 또 하워드에게 질책을 듣지만 후에 장례식장에 잠입해 타피아의 조직이 시체 안에 마약과 대금을 숨겨 밀수하고 있다는 증거를 촬영하고, 하워드를 설득해 마약단속국, 해양경비대와 연계한 수사 작전이 개시된다. 그 결과 마침내 타피아의 조직이 일망타진되고 대금과 마약도 회수된다.
그러나 타피아는 쿠바로 달아나면서 시드를 인질로 데려가 버린다. 타피아는 시드와 자신의 돈을 교환할 것을 요구하나 미국 공식 수사 기관들은 납치범들과는 협상하지 않는다는 평소 원칙에 따라 이에 응하지 않고, 마커스는 분개한다. 그러자 마커스를 위해 마약 단속국 요원들과 경비대원들이 모여 비공식 구조 팀이 만들어진다.
쿠바로 넘어간 구조팀은 반피델 카스트로 활동가의 도움을 받아(타피아는 카스트로 체제의 지원자였다) 타피아의 본거지를 급습한다. 마이크와 마커스는 시드를 구출하는 데 성공해 도망치고, 타피아가 그 뒤를 쫓는다. 이들은 주택가를 가로지르는 추격전 속에서 관타나모만 해군 기지에 도달한다. 대치 끝에 마이크가 쏜 총알이 타피아의 머리를 관통하고, 그 시체는 지뢰 폭발에 휩쓸려 산산조각이 난다. 살아남은 마이크와 마커스, 시드는 안전하게 귀국한다.
차후 마커스는 마이크에 대한 신뢰를 회복하고 두 사람은 계속해서 파트너로 남는다.

## 출연진
- 마틴 로런스 - 형사 마커스 마일스 버넷 경위 역
- 윌 스미스 - 형사 마이클 유진 “마이크” 라우리 경위 역
- 조르디 몰랴 - 엑토르 후안 카를로스 “조니” 타피아 역
- 개브리엘 유니언 - DEA 특수 요원 시드니 “시드” 버넷 역
- 페테르 스토르마레 - 알렉세이 역
- 테리사 랜들 - 테리사 버넷 역
- 조 팬털리아노 - 콘래드 하워드 경감 역
- 오토 샌체즈 - 카를로스 역
- 존 세이다 - 로베르토 역
- 올레크 탁타로프 - 이오시프 쿠닌스카비치(조지프 커닌스커비치) 역
- 마이클 섀넌 - 플로이드 포티트 역
- 제이슨 매뉴얼 얼라저블 - 형사 마코 바거스 역
- 율 바스케스 - 형사 머테이오 레이에스 역
- 트레바 에티엔 - “아이스픽” 역
- 키코 엘즈워스 - “블론디 드레드” 역
- 티머시 애덤스 - 승합차에서 임무 중인 DEA 요원 역
- 헨리 롤린스 - TNT 과장 역
- 비앙카 베슌 - 메건 버넷 역
- 데니스 그린 - 레지 역
- 댄 머리노 - 본인 역
- 존 샐리 - 플레처 역
- 마이클 베이 - 운전자 역
- 메건 폭스 - 무용수 역 (크레디트 미기재)

## 제작

### 촬영
본 촬영은 2002년 7월에서 12월 사이에 거의 마이애미에서 이뤄졌다. 2002년 8월 초 영화 촬영을 위해 맥아더 둑길의 동쪽 방향 차선이 차단되었다.

## 우리말 녹음
MBC 성우진
- 김호성 - 마커스 버넷(마틴 로렌스)
- 안지환 - 마이크 라우리(윌 스미스)
- 이윤연 - 조니 타피아(조르디 몰랴)
- 정남 - 시드(개브리엘 유니언)
- 한규희 - 마약반 반장(조 팬털리아노)
- 김명수 - DEA 마약 수사국 요원(앤터니 코론)
- 황윤걸 - 알렉세이(페테르 스토르마레)
- 이종혁 - 바거스(제이슨 매뉴얼 얼라저블)
- 이병식 - 흑인(트레바 에티엔)
- 변종필 - 플로이드(마이클 섀넌)
- 안장혁 - 플레처(존 샐리)
- 양희문 - 레이에스(율 바스케스)
- 이상범 - 마약 수사국 요원(티머시 애덤스)
- 김용준 - 조니의 부하(오토 샌체즈)
- 방성준 - 조지프(올레크 탁타로프)
- 고성일 - 조니의 부하(존 세이다)
- 엄태국 - 금발의 흑인(키코 엘즈워스)
- 전임복 - 테리사(테리사 랜들)
- 조현정 - 마커스의 딸(비앙카 베슌)